# 2021年の国際連合
2021年の国際連合 （2021ねんのこくさいれんごう）では、2021年の国際連合とその関係機関に関する出来事について記述する。

## 主要幹部職
- 国際連合事務総長
  - 第9代:  アントニオ・グテーレス （2017年1月1日 - ）
- 国際連合副事務総長
  - 第5代:  アミナ・モハメド （2017年1月1日 - ）
- 国際連合総会議長
  - 第75代:  ヴォルカン・ボズクル（英語版）（2020年9月15日 - ）

## できごと

### 3月
- 3月7日〜12日 - 第14回国連犯罪防止刑事司法会議。

### 6月
- 事務総長の選出。アントニオ・グテーレスの再選を満場一致で採択。
  - 6月8日 - 安全保障理事会にて採択
  - 6月18日 - 総会にて採択

## 予定

### 11月
- 11月1日-12日 - 第26回気候変動枠組条約締約国会議。